# Mallos niveus
Mallos niveus là một loài nhện trong họ Dictynidae.
Loài này thuộc chi Mallos. Mallos niveus được Octavius Pickard-Cambridge miêu tả năm 1902.